# Cratere Wislicenus
Wislicenus  è un cratere sulla superficie di Marte.